# Pelexia palmorchidis
Pelexia palmorchidis är en orkidéart som beskrevs av Dariusz Lucjan Szlachetko. Pelexia palmorchidis ingår i släktet Pelexia och familjen orkidéer.
Artens utbredningsområde är Colombia. Inga underarter finns listade i Catalogue of Life.